# Кішкерень (Молдова)
Кішкерень (рум. Chișcăreni) — село у Синжерейському районі Молдови. Адміністративний центр однойменної комуни, до складу якої також входять села Ніколаєвка та Слобозія-Кішкерень.

## Населення
За даними перепису населення 2004 року у селі проживали 4279 осіб.
Національний склад населення села:
| Національність       | Кількість осіб | Відсоток   |
| -------------------- | -------------- | ---------- |
| молдавани румуни     | 4025 64        | 94,1% 1,5% |
| українці             | 139            | 3,2%       |
| росіяни              | 34             | 0,8%       |
| поляки               | 2              | < 0,1%     |
| болгари              | 1              | < 0,1%     |
| інша / без відповіді | 14             | 0,3%       |
| Всього               | 4279           | 100%       |

## Видатні уродженці
- Йон Паладь — молдовський виконавець народної музики.